# 杉山元治郎

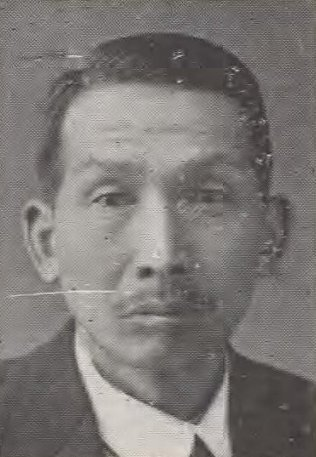
杉山元治郎

杉山 元治郎（すぎやま もとじろう、1885年11月18日 - 1964年10月11日）は、大正・昭和期の政治家・農民運動家。牧師。

## 来歴・人物
大阪府泉南郡北中通村（現・泉佐野市）出身。大阪府立天王寺農学校在学中にキリスト教徒となる。卒業後和歌山県庁に入庁し、県農会の書記を務める。また同地の日本基督教会に出入りするようになる。同教会の青年たちが非戦論の演説を行い県会で問題となったあおりを受け、杉山は県庁辞職を余儀なくされ、その後東北学院神学部に入学する。
1909年卒業後、仙台市の東六番丁教会の牧師に招聘される。さらに福島県小高町の小高教会に移り、ここで月給1円50銭で牧師を務める傍ら、種苗・農機具・肥料の取次販売を行ったり、近在の村々を巡回して土壌学や肥料学の出張講義を行ったりしていた。やがて社会運動に挺身するべく大阪に戻り、沖野岩三郎の仲介で賀川豊彦に会い、そこで農民運動への協力を求められる。以後、昼間は大阪市の弘済会育児部で働き、夜は大原社会問題研究所に通いながら、運動立ち上げの準備を進めていた。
1922年、杉山を組合長として、日本農民組合（日農）が発足した。組合は急速に発展し、3年後の1925年末には組合員数は7万人を超えた。1925年普通選挙法成立を受け、無産政党結成の機運が高まり、1926年労働農民党が結成されると初代執行委員長に就任する。しかし労農党・日農ともに左右抗争が激しくなり、杉山は日農組合長・労農党委員長を辞任。その後1927年に三宅正一・浅沼稲次郎がつくった日本労農党系の全日本農民組合（全日農）委員長となり、1928年全日農と日農の統一による全国農民組合の委員長となった。
1932年、第18回衆議院議員総選挙に旧大阪5区から全国労農大衆党公認で立候補し当選。以後戦前・戦後合わせて9回当選する。
この間、1936年には労農無産団協議会により開かれた「労働組合法、小作法獲得労農大会」において議長を務めている。
大戦中は翼賛政治会に所属していたこともあり、戦後は公職追放となる。解除後の1951年には大阪府知事選に立候補するも落選。翌1952年の第25回衆議院議員総選挙で右派社会党から立候補して当選。1955年衆議院副議長となる。
1964年10月11日死去。享年78。墓所は多磨霊園(3-1-24-15)。